# Melala
Melala is een bestuurslaag in het regentschap Aceh Tengah van de provincie Atjeh, Indonesië. Melala telt 668 inwoners (volkstelling 2010).